# Энколово
Э́нколово (фин. Enkkola) — деревня в Бугровском городском поселении Всеволожского района Ленинградской области.

## История
В XIX веке Энколово являлось выселком из деревни Капитолово. Его население было однородным — финским.
Под именем Кабытелева, впервые появляется на карте Ф. Ф. Шуберта в 1834 году.
Затем, в 1863, как вторая деревня Кабитолова

ЭНКОЛОВО — посёлок (часть посёлка Капиталово, которое состояло из 3 поселков: Энколово, Савколово, Мартикайсенмяки), на земле седьмого сельского общества при р. Охте, 10 дворов, 34 м. п., 37 ж. п., всего 71 чел. (1896 год)

Под именем Зиколова, как отдельное селение из 3 дворов, впервые упоминается на карте в 1909 году. 
Согласно переписи населения СССР 1926 года:

ЭНКОЛЛА — деревня Капитоловского сельсовета Токсовской волости Ленинградского уезда, 15 хозяйств, 88 душ.

Из них: русских — 1 хозяйство, 3 души; ингерманландцев — 14 хозяйств, 85 душ. (1926 год)

В 1928 году население этой деревни также составляло 88 человек.
По административным данным 1933 года деревня Энколово относилась к Копитоловскому сельсовету Куйвозовского района.
Согласно переписи населения СССР 1939 года:

ЭНКОЛОВО — деревня Капитоловского сельсовета Парголовского района, 110 чел. (1939 год)

Деревня Энколово на карте 1939 года

Согласно топографической карте РККА 1939 года деревня насчитывала 17 дворов. В 1940 году деревня также насчитывала 17 дворов.
До 1942 года — место компактного проживания ингерманландских финнов.
В 1958 году население деревни составляло 124 человека.
По данным 1966 и 1973 годов деревня Энколово входила в состав Муринского сельсовета.
С 23 октября 1989 года деревня Энколово находилась в составе Бугровского сельсовета.
В 1997 году в деревне Энколово Бугровской волости проживали 429 человек, в 2002 году — 245 человек (русских — 86%), в 2007 году — 273.
Сейчас в деревне ведётся активное коттеджное строительство.

## География
Деревня расположена в западной части района на автодороге 41К-075 (Юкки — Кузьмоловский) в месте пересечения её автодорогой 41К-316 (Порошкино — Капитолово).
Расстояние до административного центра поселения — 7 км.
Расстояние до ближайшей железнодорожной платформы Кузьмолово — 2,5 км.
Местность, где расположена деревня — моренные холмы, остатки ледникового периода на левом берегу реки Охты, к востоку от деревень Мистолово и Корабсельки и к северо-западу от деревни Капитолово.

## Демография
| 2007 | 2010 | 2017 |
| ---- | ---- | ---- |
| 273  | ↗412 | ↗426 |

Национальный состав
Согласно данным Всероссийской переписи населения 2021 года в деревне проживали 488 человек, из них:
 русские — 424, армяне — 11, украинцы — 7, узбеки — 5, азербайджанцы — 4, белорусы — 2, ингуши — 2, татары — 2, евреи — 1, китайцы — 1, поляки — 1, финны — 1, чуваши — 1, другие национальности — 12 человек, остальные национальность не указали.

## Транспорт
Автобусные маршруты:
- № 413 (Токсово —  «Проспект Просвещения»)

- № 680 (Сярьги —  «Девяткино»)

Маршрутные такси:
- № 674 (Токсово —  «Парнас»)

## Спорт
В деревне располагается конноспортивный клуб «Дерби», основанный в 2006 году, проводятся международные соревнования по конкуру (CSI 3*-W «Кубок Губернатора Ленинградской области») и другие конные соревнования.

## Фото

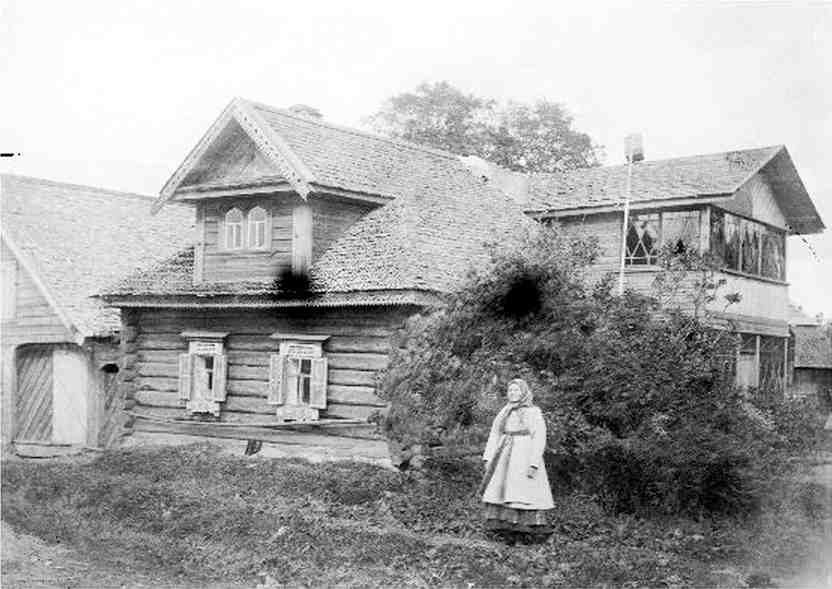
Деревня Энколово. 1911 год.

## Улицы
Апраксина, Берёзовая, Голицына, Головина, Горная, Дачный переулок, Долгорукова, Еловая, Заречная, Измайлова, Кольцевая, Конюшенная, Кузнечный проезд, Куракина, Курбатова, Лазурная, Левашова, Лесная, Лефортовская, Луговая, Луговой проезд, Матвеева, Меншикова, Миниха, Мира, Морской проезд, Набережная, Нагорная, Нарышкина, Нестерова, Охтинская перспектива, Парковая, Победы, Подгорная, Подгорный проезд, Придорожная, Речная, Румянцева, Садовая, Солнечная, Сосновая, Спортивная, Спортивный переулок, Татищева, Толстого, Хуторская, Центральная, Чернышева, Шереметева, Шоссейная.

## Садоводства
Зелёный дол, Рассвет, Южный склон.